# Project 86 (álbum)
| Críticas profissionais | Críticas profissionais |
| Avaliações da crítica  | Avaliações da crítica  |
| Fonte                  | Avaliação              |
| ---------------------- | ---------------------- |
| AllMusic               | [ 1 ]                  |

Project 86 é o álbum de estreia da banda de rock alternativo Project 86, lançado em 1998 pela gravadora BEC Recordings. O disco fez com que o grupo se tornasse um dos promissores na cena do rock cristão da época. Vendeu mais de trinta mil cópias.

## Faixas
| N.º            | Título                                            | Duração |  |
| 1.             | "Spill Me"                                        | 5:25    |  |
| 2.             | "Rebutall"                                        | 4:47    |  |
| 3.             | "Pipe Dream"                                      | 4:35    |  |
| 4.             | "Stalemate"                                       | 6:16    |  |
| 5.             | "Run"                                             | 3:37    |  |
| 6.             | "Independence?"                                   | 4:27    |  |
| 7.             | "Six Sirens" (com Sonny Sandoval da banda P.O.D.) | 3:35    |  |
| 8.             | "Bleed Season"                                    | 5:16    |  |
| 9.             | "1 X 7"                                           | 3:55    |  |
| 10.            | "When Darkness Reigns"                            | 6:40    |  |
| Duração total: | Duração total:                                    | 48:33   |  |